# Maciej Topolski
Maciej Topolski (ur. 1767 w Lubartowie, zm. 4 listopada 1812 w Warszawie) – polski malarz.

## Życiorys
Był uczniem Wincentego de Lesseura i Franciszka Smuglewicza. Temu ostatniemu towarzyszył w wyprawach zagranicznych do Berlina, Wiednia i Rzymu. W 1800 osiadł na stałe w Warszawie. Był przede wszystkim portrecistą, przedstawicielem późnego klasycyzmu. Najbardziej znanym obrazem Topolskiego jest portret nieznanego dygnitarza z 1804. Portretował też między innymi cesarza Francuzów Napoleona.

## Źródła i linki zewnętrzne
- Maciej Topolski w Cyfrowych Zbiorach Muzeum Narodowego w Warszawie [dostęp: 2021-11-07]
- Słownik biograficzny historii Polski, tom 2: L–Ż (pod redakcją Janiny Chodery i Feliksa Kiryka), Wrocław-Warszawa-Kraków 2005, s. 1556